# 汤山城站
汤山城站位于辽宁省凤城市汤山城镇，为沈丹铁路上的一个火车站。建于1931年。
距离沈阳站244公里，丹东站33公里，隶属沈阳铁路局管辖。现为四等站。